# Experiencia (juegos de rol)

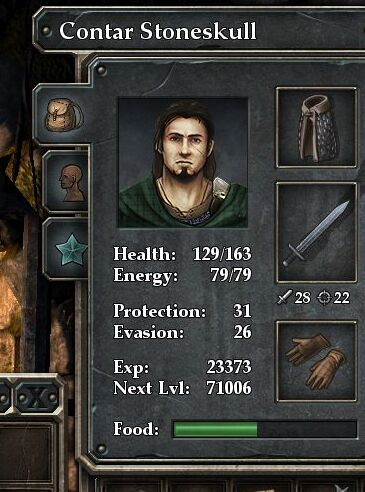
Un personaje del videojuego Legend of Grimrock, que tiene 23,373 puntos de experiencia.

En los juegos de rol y en videojuegos, la experiencia es un valor que los personajes jugadores van acumulando a medida que participan en partidas y sesiones de juego, y representan su progreso en el juego. La razón de ser de la representación de la experiencia en los juegos de rol es bastante sencilla: cuantas más partidas juega un jugador con un personaje determinado, más experiencia se supone que acumula ese personaje. El personaje adquiere entonces habilidades nuevas o se perfecciona en las que ya posee. Cada sistema de juego tiene diferentes maneras de representar el aumento de experiencia de los personajes. Los dos métodos más habituales son:
- El director de juego distribuye puntos de experiencia que incrementan las capacidades del personaje.
- Las tiradas de experiencia, consiste en una aventura gráfica el personaje puede, por ejemplo, ir recolectando objetos o informaciones transmitidas por otros personajes del juego.

## Puntos de experiencia
Al final de la partida, el director de juego atribuye a cada jugador un cierto número de puntos de experiencia. Estos puntos se traducen en incrementos de habilidades o en aumentos de nivel del personaje, dependiendo de cada juego. Ejemplos de juegos de rol cuya representación de la experiencia está basada en atribuciones de puntos de experiencia: El Señor de los Anillos (1984), Star Wars (1987), James Bond 007, (1983), Mutantes en la sombra (1991).

## Tiradas de experiencia
Los juegos de rol que usan este método generalmente tienen, en la hoja de personaje, una casilla al lado de cada habilidad. Cada vez que una habilidad es realizada con éxito por el personaje, el director de juego le dice a su jugador que marque con lápiz la casilla correspondiente. Al final de la partida cada habilidad del personaje cuya casilla haya sido marcada debe ser sometida a una tirada de experiencia. En juegos en los que se utiliza el sistema porcentual (basado en el sistema de juego de Basic Role-Playing) la tirada ha de ser superior al grado de habilidad para que se considere que el personaje ha ganado en experiencia en esa habilidad. Si se obtiene un resultado positivo, es decir si se vence en la tirada mediante un resultado superior, se aumenta un cierto grado de percentiles en esa habilidad, dependiendo del juego. Ejemplos de juegos de rol cuya representación de la experiencia está basada en tiradas de experiencia: RuneQuest (1978), Stormbringer (1981), La llamada de Cthulhu (1981).